# Rémondans-Vaivre
Rémondans-Vaivre är en kommun i departementet Doubs i regionen Bourgogne-Franche-Comté i östra Frankrike. Kommunen ligger i kantonen Pont-de-Roide som tillhör arrondissementet Montbéliard. År 2022 hade Rémondans-Vaivre 206 invånare.

## Befolkningsutveckling
Antalet invånare i kommunen Rémondans-Vaivre
Referens:INSEE